# نلیدا پینیون
نلیدا پینیون (انگلیسی: Nélida Cuiñas Piñon) (زاده ۳ مه ۱۹۳۷ در ریودو ژانیرو) یک رمان‌نویس اهل برزیل است که شهروند اسپانیا نیز می‌باشد
از کتاب‌های مشهور خانم پینیون می‌توان از «بنیانگذار» (۱۹۶۱)، «زمان میوه‌ها» (۱۹۶۶)، «جمهوری رؤیاها» (۱۹۹۱)، «باغ زیتون» و «قدرت سرنوشت» (۱۹۷۷) نام برد.
نلیدا پینیون برنده جایزه شاهزاده آستوریاس در رشته ادبیات سال ۲۰۰۵ شده‌است.